# Vladímir Fedótov
Vladímir Grigórievich Fedótov (en ruso: Владимир Григорьевич Федотов; 18 de enero de 1943 – 29 de marzo de 2009) fue un futbolista y entrenador soviético/ruso. Jugó como delantero y es uno de los futbolistas más importantes de la historia del CSKA Moscú, ya que es el futbolista con más partidos del club. Es el hijo de otra leyenda del CSKA, Grigori Fedótov.

## Trayectoria
Vladímir Fedótov comenzó en los juveniles del FShM Torpedo Moscú, pero en 1960 ingresó en el CSKA Moscú, equipo en el que su padre, Grigori Fedótov, se convirtió en una leyenda del club. Vladímir permaneció en el CSKA quince temporadas y desarrolló toda su carrera deportiva sólo en el CSKA.
En el equipo militar disputó 382 partidos oficiales de liga y anotó 92 goles, y tiene el récord de más partidos disputados en la historia del CSKA. Sin embargo, el periodo de Vladímir Fedótov en el CSKA coincidió con algunos de los años menos exitosos para el club moscovita y sólo consiguió ganar un título de liga en 1970.
Tras finalizar su carrera como futbolista, Fedótov inició su carrera como entrenador, pero sin demasiado éxito. Entrenó a varios equipos sin permanecer más de dos años en todos ellos y también formó parte del cuerpo técnico del CSKA, Dinamo, Spartak y FC Moscú.

## Selección nacional
Vladímir Fedótov disputó 22 partidos con la selección de la Unión Soviética y anotó cuatro goles. No llegó a jugar ningún gran torneo con el equipo soviético.

## Vida personal
Vladímir Fedótov creció en un ambiente familiar totalmente ligado al fútbol. Era hijo de Grigori Fedótov, leyenda del CSKA, y se casó con Liubov Konstantínovna Beskova, hija del histórico delantero del Dinamo Konstantín Béskov.
El 16 de marzo de 2009 fue hospitalizado en el hospital Botkin de Moscú en coma y el 29 de marzo falleció. La causa de la muerte no fue revelada. Según su esposa, Vladímir sufría una severa depresión después de ser destituido del Spartak y el FC Moscú.